# Vương Quang Mỹ
Vương Quang Mỹ (tiếng Trung: 王光美; bính âm: Wáng Guāngmĕi; 26 tháng 9 năm 1921 — 13 tháng 10 năm 2006) là một chính trị gia Trung Quốc, nhà từ thiện và vợ của Lưu Thiếu Kỳ, từng là Chủ tịch nước Cộng hòa Nhân dân Trung Hoa từ năm 1959 đến năm 1968.

## Tiểu sử
Vương Quang Mỹ sinh năm 1921 và lớn lên trong một gia đình Trung Hoa nổi bật. Cha bà từng là một trong những lưu học sinh xuất sắc tại Đại học Waseda tại Nhật Bản và giữ chức Thứ trưởng bộ Nông nghiệp và Thương mại trong Chính phủ Bắc Dương. Mẹ bà là một thiên kim tiểu thư ở Thiên Tân, tài mạo song toàn. Vương Quang Mỹ sinh ra đã có khuôn mặt trái xoan, ai nhìn cũng quý mến.
Hồi nhỏ, Vương Quang Mỹ là một cô bé cá tính mạnh mẽ, chăm chỉ học tập và thành tích lúc nào cũng đứng đầu lớp. Bà từng giành được giải ba trong cuộc thi toán học toàn thành phố Bắc Bình dành cho bậc trung học và từ đó được mọi người gọi với cái tên trìu mến là "Nữ hoàng toán học".
Sau khi thi đỗ trường Đại học Công giáo Phụ Nhân, sự nghiệp học tập của Vương Quang Mỹ hết sức thuận lợi, bà học thẳng lên làm thạc sĩ và trở thành một trong những nữ thạc sĩ vật lý đầu tiên của Trung Quốc.
Ở đó, ở tuổi 24, cô gặp Lưu Thiếu Kỳ. Nhiều người không thể tin nổi chuyện Vương Quang Mỹ kết hôn với Lưu Thiếu Kỳ vì Lưu Thiếu Kỳ hơn bà những 23 tuổi và từng có 5 cuộc hôn nhân cùng 5 đứa con riêng. Tính cách của hai người cũng có nhiều điểm bất đồng, Lưu Thiếu Kỳ thì nghiêm khắc, trầm lặng và ít sở thích còn Vương Quang Mỹ thì ngược lại vui vẻ, hoạt bát và cởi mở. Tháng 8 năm 1948, Vương Quang Mỹ và Lưu Thiếu Kỳ tổ chức đám cưới tại Tây Bách Pha. Sau khi kết hôn, Vương Quang Mỹ đã một lòng một dạ chăm sóc cho Lưu Thiếu Kỳ. Là bà mẹ của 4 đứa con chung và 5 đứa con riêng của Lưu Thiếu Kỳ, Vương Quang Mỹ vẫn luôn thân thiện, cởi mở và yêu con chồng cũng như con đẻ,
Sau khi Lưu trở thành Chủ tịch nước Cộng hòa Nhân dân Trung Hoa năm 1959, bà được biết đến rộng rãi ở Trung Quốc với tư cách là người phụ nữ xinh đẹp, tinh tế. Trong chuyến thăm Đông Nam Á cùng cố chủ tịch Lưu Thiếu Kỳ vào năm 1963, phu nhân Vương Quang Mỹ mặc một chiếc sườn xám để làm nổi bật thân hình thon thản, cộng với vẻ đẹp duyên dáng của mình, Vương Quang Mỹ đã chiếm được cảm tình của nhân dân các nước khác. Một số tờ báo nước ngoài còn gọi Vương Quang Mỹ là "Người phụ nữ đẹp nhất Trung Quốc".
Năm 1963, bà tham gia một nhóm nghiên cứu điều tra tham nhũng ở nông thôn, một vấn đề gắn kết sau Đại nhảy vọt, chương trình phát triển thất bại của Mao năm 1958-1961.
Lưu và vợ trở thành mục tiêu của Cách mạng Văn hóa, được Chủ tịch Mao xúi giục. Lưu bị chết trong tù. Bà bị quản thúc tại gia, sau đó bị cầm tù. Bốn đứa con của bà cũng bị trừng phạt. Bị giam giữ trong nhà tù Tần Thành trong cuộc cách mạng văn hóa. Sau bốn năm, các con của bà đã nhấc hết can đảm để yêu cầu Mao cho phép gặp bố mẹ của họ. Đó là thông qua sự đồng ý của Mao, "Cha của họ đã chết nhưng họ có thể thấy người mẹ". Bà đã trải qua 12 năm tù, và được thả vào năm 1979.
Ngay sau đó, danh tiếng của Lưu Thiếu Kỳ đã được phục hồi, và bà nhận được bồi thường cho sự đau khổ của mình trong cuộc Cách mạng Văn hóa. Năm 1980, bà xuất hiện tại tòa án trong phiên tòa xét xử Bè lũ 4 tên như một nạn nhân của cuộc truy tố của Giang Thanh. Sau đó, bà được bầu làm Ủy viên Thường vụ Ủy ban Toàn quốc Hội nghị Hiệp thương Chính trị Nhân dân Trung Quốc. Bà đã thành lập "Dự án Hy vọng", một chương trình nhằm hỗ trợ người nghèo trên khắp Trung Quốc. Bà thậm chí còn tặng một số đồ cổ quý giá của gia đình mình, một số ít có niên đại Nhà Thanh và Tống, để làm từ thiện.
Bà mất ngày 13 tháng 10 năm 2006, tại Bệnh viện Quân y số 305 ở Bắc Kinh. Lễ tang của bà được tổ chức tại Nghĩa trang cách mạng Bát Bảo Sơn ở Bắc Kinh vào ngày 21 tháng 10 năm 2006.